# MaK G 1206
A MaK G 1206 a Maschinenbau Kiel (MaK) gyár B'B' tengelyelrendezésű hidraulikus erőátvitelű dízelmozdony-sorozata, amelyet több európai vasúttársaság használ, beleértve az SNCF sajátos változatát, az SNCF BB 461000 sorozatot. 1997 és 2016 között összesen 323 darabot gyártottak belőle.
A konstrukciót az 1990-es évek közepén a Maschinenbau Kiel (MaK) készítette a német szénszállító RAG Aktiengesellschaft számára, és a MaK G 1205 mozdonysorozat folytatása, amelyet az SNCB 77 sorozat részeként építettek. A gyártás a Vossloh tulajdonában lévő kieli üzemben folytatódott.
2007-ben létrehoztak egy tolatásra specifikus változatot, a G 1206-2-t, amelyből 2011-ig 11 példányt gyártottak.
Az Euro Cargo Rail által az Angel Trains Cargótól bérelt négy Caterpillar-motoros mozdonyt a TOPS 21-es sorozatba sorolták, mivel időnként a csatornaalagút brit oldalán is jelen voltak. Az ECR az FB1544 és FB1547 kódokat rendelte ezekhez a mozdonyokhoz.